# Zwei vom alten Schlag
Zwei vom alten Schlag (Originaltitel: Grudge Match) ist eine US-amerikanische Filmkomödie von Peter Segal aus dem Jahr 2013 mit Robert De Niro, Kim Basinger und Sylvester Stallone in den Hauptrollen.

## Handlung
Dreißig Jahre sind seit dem letzten Kampf der beiden pensionierten Boxer mittlerweile vergangen. Nun steigen sie für ihren letzten Kampf noch einmal zusammen in den Ring.
Die Boxer Henry „Razor“ Sharp (Sylvester Stallone) und Billy „The Kid“ McDonnen (Robert De Niro) sind Rivalen – nach zwei Boxkämpfen, in denen jeder den anderen einmal geschlagen hat. Bevor es zu einem entscheidenden dritten Kampf kommt, beendet Razor seine Boxkarriere. Als Razors Geld knapp geworden ist, beginnt er in einer Werft zu arbeiten, in der er auch schon vor seiner Boxkarriere tätig war. Razor bekommt Besuch von dem Promoter Dante Slate jr. (Kevin Hart), der ihm ein Angebot macht. Er und Kid könnten ein Motion Capturing für ein Videospiel machen. Razor lehnt zunächst ab, da er es mit Kid „nicht länger als drei Minuten“ in einem Raum aushalten könne und Slates Vater ihn bei seinem letzten Kampf um die Einnahmen gebracht habe. Schließlich willigt er aber ein, da er in finanziellen Schwierigkeiten steckt – allerdings unter der Bedingung, die Aufnahmen nicht gleichzeitig mit denen von Kid zu machen. Als Razor beim Spielehersteller an der Reihe ist und gerade beginnen will, kommt Kid durch die Tür, und es kommt zu einer Rangelei. Die dabei entstandenen YouTube-Videos erreichen Millionen Klicks, und Slate wittert seine Chance, mit einem letzten Kampf der beiden Boxer sehr viel Geld zu machen.
Als Razor von der Werft entlassen wird, willigt er ein. Kid indes ist schon immer für eine Revanche gewesen. Auf der Pressekonferenz, auf der der Kampf angekündigt wird, erscheint auch Razors Ex-Freundin Sally Rose (Kim Basinger), die ihn in seiner Jugend mit Kid betrogen hat und von diesem schwanger wurde. Sie will sich mit Razor aussprechen, aber ihn lässt das kalt. Razor wird von seinem ehemaligen Trainer Louis „Lightning“ Conlon (Alan Arkin) gecoacht, und Kid, obwohl Sally dagegen ist, von seinem Sohn B. J. (Jon Bernthal).
Kurz vor dem entscheidenden Kampf baut Razor einen Unfall, wodurch Lightning erfährt, dass Razor schon länger auf einem Auge blind ist. Lightning sagt den Kampf ab. Razor ist einverstanden, widerruft aber später, als er von Kid provoziert wird.
Kid bemerkt während des Kampfes, der über die volle Distanz von zwölf Runden geht, dass Razor auf einer Seite leichter zu treffen ist, und nutzt dies aus. Vor der letzten Runde erzählt ihm B. J. von Razors Erblindung auf einem Auge. Er nutzt Razors schwache Seite weiter aus und schlägt ihn zu Boden. Als Razor angezählt wird, wird Kid bewusst, dass ein solcher Sieg schal wäre. Er hilft Razor auf die Beine, bevor er ausgezählt ist. Nun stellt sich Kid dorthin, wo Razor ihn sehen kann. In den letzten Sekunden des Kampfes muss Kid einige Schläge einstecken und geht auch zu Boden. Jetzt hilft Razor ihm dabei, wieder hochzukommen, und die Ringglocke ertönt. Der Kampf ist vorbei. Razor gewinnt am Ende knapp nach Punkten.
Der Abspann zeigt, wie Kid in der Sendung Dancing with the Stars auftritt, und wie Slate versucht, einen neuen Kampf mit Mike Tyson und Evander Holyfield zu arrangieren.

## Hintergrund
An der Realisierung des Films waren die Filmproduktionsgesellschaften Callahan Filmworks, Gerber Pictures, RatPac-Dune Entertainment und Warner Bros. beteiligt.
Zwei vom alten Schlag wurde vom 7. Januar 2013 bis zum 11. März 2013 in New Orleans, Louisiana, gedreht. Das Budget betrug Schätzungen zufolge 40 Millionen Dollar.
Der Film feierte am 16. Dezember 2013 im New Yorker Tribeca Film Center Premiere. Kinostart in den USA war am 25. Dezember 2013. In Deutschland kam der Film am 9. Januar 2014 in die Kinos.
Einige Prominente aus der Kampfsportszene haben einen kurzen Gastauftritt, darunter Mike Tyson, Evander Holyfield, Roy Jones junior, Chael Sonnen, Michael Buffer, Manny Pacquiao, Larry Merchant.

## Kritik
Der Film Zwei vom alten Schlag wurde überwiegend negativ bewertet. Auf der Website von Rotten Tomatoes hatten positive Bewertungen bei 129 Rezensionen lediglich einen Anteil von 29 %. Bei Metacritic erhielt der Film, basierend auf 32 Kritiken, ein Metascore von 35 %.
Christopher Diekhaus von Spielfilm.de schrieb: „Zwei vom alten Schlag ist ein zweischneidiges Schwert. Während die Handlung stets durchschaubar bleibt und sich an Klischees abarbeitet, kann die Boxerkomödie mit einer betont selbstironischen Haltung zu ihren Hauptdarstellern und einigen knackigen Wortduellen punkten.“